# Zacatecas (gemeente)
Zacatecas is een gemeente in de Mexicaanse deelstaat Zacatecas. De hoofdplaats van Zacatecas is Zacatecas, dat eveneens de hoofdstad is van de deelstaat. De gemeente Zacatecas heeft een oppervlakte van 444 km².
De gemeente heeft 123.899 inwoners (2000). 284 daarvan spreken een indiaanse taal.
Apozol · Apulco · Atolinga · Florencia · Calera de Víctor Rosales · Cañitas de Felipe Pescador · Chalchihuites · Concepción del Oro · Cuauhtémoc · El Plateado de Joaquín Amaro · El Salvador · Fresnillo · Genaro Codina · General Enrique Estrada · General Francisco R Murguía · General Pánfilo Natera · Guadalupe · Huanusco · Jalpa · Jerez · Jiménez del Teul · Juan Aldama · Juchipila · Loreto · Luis Moya · Mazapil · Melchor Ocampo · Mezquital del Oro · Miguel Auza · Momax · Monte Escobedo · Morelos · Moyahua de Estrada · Nochistlán de Mejía · Noria de Ángeles · Ojocaliente · Pánuco · Pinos · Río Grande · Santa María de la Paz · Saín Alto · Sombrerete · Susticacán · Tabasco · Tepechitlán · Tepetongo · Teúl de González Ortega · Tlaltenango de Sánchez Román · Trancoso · Trinidad García de la Cadena · Valparaíso · Vetagrande · Villa de Cos · Villa García · Villa González Ortega · Villa Hidalgo · Villanueva · Zacatecas